# 동남아시아의 교통
동남아시아의 교통은 항공 및 선박편이 비교적 발달하였고, 도로 및 철도 교통은 비교적 불편하다.

## 각국별 교통

### 미얀마

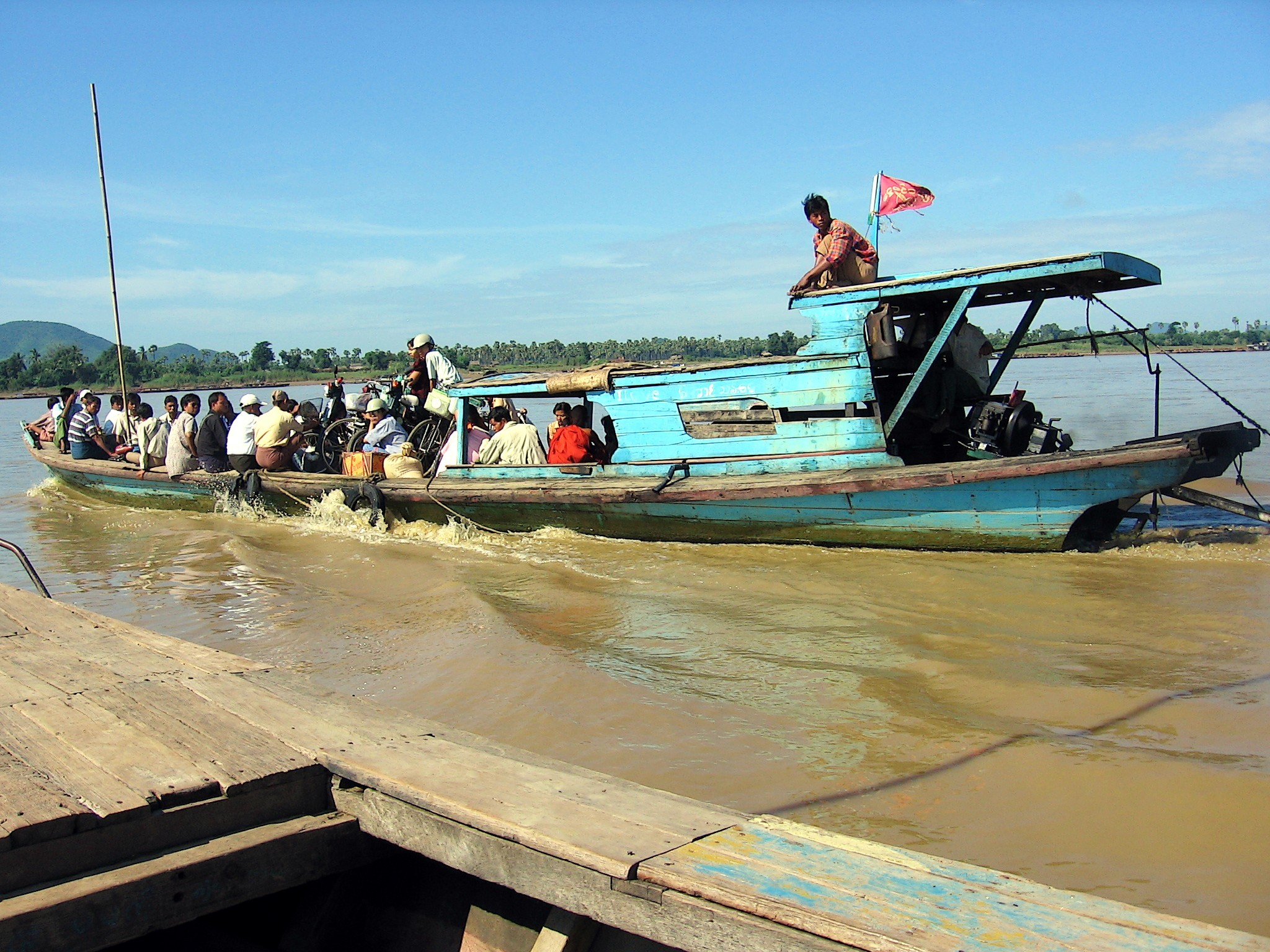
친드윈강을 오가는 배

교통은 하천수운이 가장 중요하며 이라와디강(버마어: ဧရာဝတီမြစ)이 교통의 대동맥이 되고 있어, 하구에서 1,500km 떨어진 바모까지 기선이 통행하고 있다. 시탕강(버마어: စစ်တောင်းမြစ), 땅륀강도 교통에 이용되고 있다. 철도교통은 뒤떨어져 있으나 양곤에서 프롬, 만달레이 등지에 철도가 개설되어 있다. 대외무역은 주로 양곤항을 통해서 이루어진다. 항공은 국영 미얀마항공 외에 국제항공의 편이 있다.

### 말레이시아
말레이 반도 지역에는 말레이 철도의 노선망이 있고, 수도 쿠알라 룸푸르주변에는 모노레일을 위시한 각종 통근 철도가 발달해 있다. 영국의 식민 통치 시기부터 도로가 정비되어 왔다. 말레이시아 항공과 에어아시아 등에서 국내외 항로에 취항하고 있다. 특히 쿠알라룸푸르 국제공항은 유럽과 오스트레일리아를 잇는 항로의 주요 경유지로 사용되고 있다. 최근 파이어플라이가 합세하였다.

### 베트남

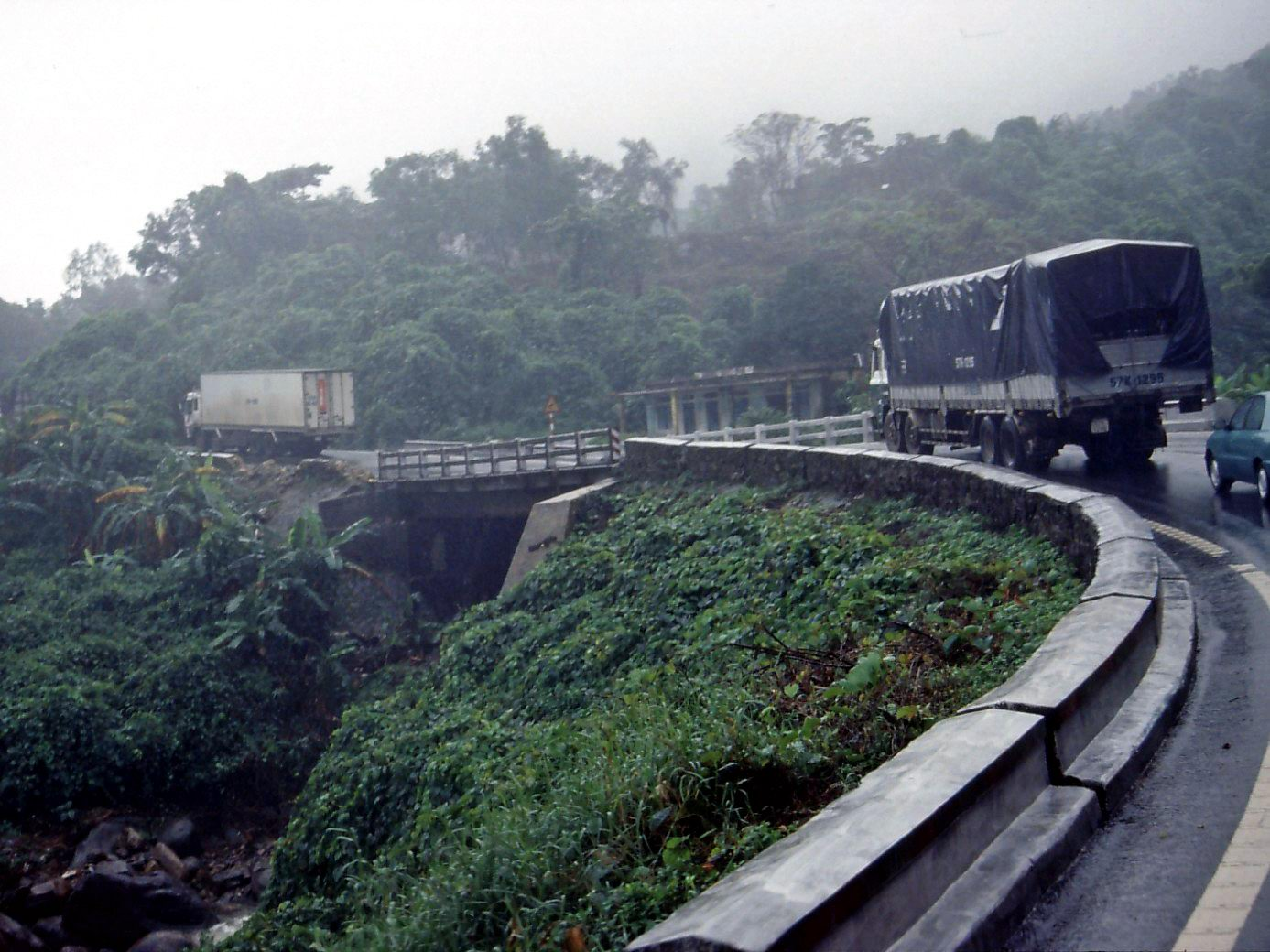
하이반 고갯길

베트남의 근대적 교통 체계는 프랑스 식민지 시대에 수확한 농산물울 운송할 목적으로 발달하기 시작하였고, 베트남 전쟁의 결과 파괴된 교통 체계를 재건하고 근대화하였다. 가장 일반적인 교통 수단은 도로 운송이며, 도로망도 남부의 주요 도시로 공로가 이어져 있고 북부의 하노이·하이퐁·남딘(Nam Dinh)을 잇는 외에 건설중인 것도 있으나 철도와 함께 육상 교통은 전쟁의 피해로 충분한 기능을 발휘하지 못했었다. 도시 간 이동에 일반 시외버스와 오픈 투어 버스(Open tour bus)를 이용할 수 있다. 철도는 단선으로 총길이 2,347km에 이르러, 철도 밀도는 70.7km/10,000km2이다. 대부분이 미터 궤간 선로이며, 총 7개의 노선이 있다. 이 중, 가장 길고 주된 노선은 호찌민시와 하노이를 연결하는 길이 1,726km 단선 철도, 북남선(Đường sắt Bắc Nam)이다. 철도로는 이웃한 중국과도 연결된다. 떤썬녓 국제공항 등 국제공항이 3개 있고, 베트남 항공 등 2개의 베트남 국적 항공사가 있다. 사이공항 등이 중요 항구이며 해로는 17,000km에 달한다. 세계 은행과 호찌민시 산하 교통국이 합동으로 마련한 대중교통 관련정책 협의회는 2010년 6월 15일, 2015년에 호찌민시의 개인 승용차 및 트럭과 오토바이 대수가 등록 기준으로 각각 80만대와 800만대로 2010년보다 배가 늘어날 것으로 예상했다. 이날 협의회에서 참석 전문가들은 지금도 좁고 낡은 도로 사정 등으로 교통체증이 심각한 문제로 대두된 상황에서 앞으로 승용차와 오토바이 대수가 급증할 경우 잦은 교통대란이 불가피할 것이라고 의견을 모았다. 쩐 꽝 푸엉 호찌민시 교통국장은 현재 운행하는 자동차와 오토바이를 주차시키기 위해서는 3천600개의 도로에 3천600만m2의 공간이 필요하지만 실제 주차공간은 2천570만m2에 불과하다고 어려움을 토로했다.

### 싱가포르
싱가포르는 아시아의 국제 교통 허브이다. 많은 항공 및 해운 노선이 이곳을 지난다. 싱가포르항(Port of Singapore)은 PSA인터내셔널(PSA International)과 주롱 포트(Jurong Port)에 의해 운영되는데, 취급 선적 톤수 기준으로 세계 2위(2005년)인 총중량 11.5억톤, 컨테이너 물동량 기준으로 2320만 TEU를 기록했다.

### 인도네시아
많은 섬으로 된 국가인 인도네시아에서는 해운(海運)이 극히 중요하다. 전전(戰前)에는 네덜란드의 업체가 연안항로를 거의 독점하다시피 하고 있었으나, 1957년에 이러한 권익은 모두 인도네시아에 의해 국유화되었다. 육상교통을 보면 자바에는 포장도로망이 발달해 있으나 그 밖의 섬에서는 도로가 미개발상태에 있다. 철도는 자바와 수마트라의 일부 지방에 부설되어 있다. 여러 가지 궤간(軌間)의 철도가 있는데, 3/4은 수도 자카르타가 있는 자바섬에 부설되어 있다. 항공은 국영기업인 가르다 인도네시아가 국내선과 국제선을 운영하고 있다.

### 캄보디아
육상교통망은 수도 프놈펜에서 각지로 도로가 뻗어 있고, 철도도 프놈펜으로부터 서쪽으로는 타이와의 국경 도시인 포이펫(크메르어: ឃុំប៉ោយប៉ែត), 남부의 캄포트(크메르어: កំពត)를 거쳐, 캄퐁솜만(灣) 방향으로 가는 노선이 있는데 모두 단선이다. 또 메콩, 톤레사프, 바사크 등의 하천은 중요한 수상 교통로이다. 외항선은 프롬펜과 콤퐁솜에 기항한다.

### 타이
교통에 있어서는 하천과 운하를 이용한 수운이 대단히 중요한 역할을 하고 있다. 중부에서는 운하가 사방팔방으로 발달해서 사람과 물자의 수송에 이용되고 있다. 일찍이 방콕은 운하와 수로가 많아 수운이 발달하여, "동양의 베니스"라고 칭송받기도 하였으나, 지금은 그 대부분이 매립되어 도로가 되어 버렸다. 또한 타이 북부의 국경을 흐르는 메콩강에는, 2001년 6월에 타이, 라오스, 미얀마, 중화인민공화국 간에 메콩강 상선통항협정이 체결되어, 유역 각국 간의 통항로로 이용되고 있다. 타이의 철도는 국유회사인 타이국유철도가 4개 노선을 운영하며, 말레이시아, 싱가포르와는 직결된다. 방콕에는 고가철도와 지하철도 개통되었다. 도로교통은 현재 급속한 발달 과정에 있다. 국내 모든 도시를 연결하는 교통기관으로서, 철도보다도 대량수송공사에 의한 버스 쪽으로 발달하고 있다. 도시 교통도 방콕을 제외한 대부분의 도시에서는 소형 트럭을 개조하여 만든 버스(썽태우)가 일반적이다. 수완나품 공항은 아시아의 허브 공항의 하나로서, 전 세계의 항공사들이 드나들고 있으며, 타이 국제항공과 여러 저가 항공사들이 운항중이다. 한국의 인천, 일본의 도쿄 등의 도시에는 타이 국제항공, 대한항공, 일본항공 등이 운항하고 있다.

### 필리핀
필리핀의 교통에서는 해운이 지극히 중요한 역할을 한다. 선박의 항행으로 국토가 이어지고 통일되기 때문이다. 육상 교통으로는 철도가 루손섬, 파나이섬에서 경영되고 있다. 자동차 도로도 루손섬을 중심으로 해서 발달해 있다.